# Eduardo Calvo (poeta)
Eduardo Calvo ( Argentina, 13 de agosto de 1891 – Buenos Aires – Argentina, 26 de marzo de 1959) cuyo nombre completo era Eduardo Calvo Souto fue un empresario teatral y poeta que compuso letras para obras de distintos géneros, incluidos corridos, pasodobles, rumbas, zambas y tangos. Entre estos últimos se destacan Arrabalero y Bésame en la boca. Estaba casado con Isidra García.

## Actividad profesional
Estuvo vinculado  por más de cuarenta años al quehacer teatral,  primero como actor aficionado y después dirigiendo y organizando compañías con las cuales realizó giras por el interior de Argentina, así como por Uruguay y Brasil.
Son varias las letras de tango que escribió y a algunas de ellas le pusieron música grandes maestros.  Carlos Gardel grabó Bésame en la boca, con música de José María Rizzuti, que había sido estrenado por Ada Falcón en 1926 en el 4° Baile de los Aviadores, que tuvo lugar en el Teatro Ópera en 1926. En el baile del año siguiente en el mismo escenario, Osvaldo Fresedo con su orquesta estrenó el tango Arrabalero, cuya música le pertenece. Fueron dos obras de especial resonancia. 
Otras obras de su autoría que se recuerdan particularmente  son He visto en tus ojos, con música de Francisco Canaro; La Piba del Ta Ba Ris, con música de Juan y Francisco Canaro; Pinturita, con música de Osvaldo Fresedo y Rezongos, con música de José María Rizzuti.
Calvo falleció en Buenos Aires el 26 de marzo de 1959.

## Obras registradas en SADAIC
Las obras registradas a su nombre en SADAIC son las siguientes:
- Alma mía (en colaboración con Juan Polito) (1932)
- Argentina patria linda (en colaboración con José Alberto Adolfo Ardolino )
- Arrabalero (en colaboración con Osvaldo Nicolás Fresedo) (1948)
- Bésame en la boca (en colaboración con José María Rizzuti ) (1936)
- Cartas de amor (en colaboración con Armando Baliotti) (1938)
- Corazón callate un poco (en colaboración con Armando Baliotti  y Justo César Ginzo) (1938)
- De España al cielo (en colaboración con Ricardo Quintela ) (1954)
- De mis tiempos (en colaboración con  Justo César Ginzo) (1941)
- Estampa (en colaboración con Ramón Gutiérrez del Barrio)
- He visto en tus ojos (en colaboración con Francisco Canaro ) (1932)
- La cara de mi morena (en colaboración con Roberto Argentino Sette) (1945)
- Linda francesita (en colaboración con José María Rizzuti) (1936)
- Mano larga (1955)
- O Pandeiro de Ramón (en colaboración con Mario Luis Rafaelli ) (1954)
- La Piba del Ta Ba Ris (en colaboración con  Juan Canaro y Francisco Canaro)
- Pinturita (en colaboración con Osvaldo Nicolás Fresedo)
- Porque te amé (en colaboración con Dimas)
- Ramonciño (en colaboración con Horacio Eusebio Rodríguez) (1954)
- Reja de mi chiquilla (en colaboración con Roberto Argentino Sette)
- Responso malevo (en colaboración con Juan Polito) (1950)
- Rezongos (en colaboración con José María Rizzuti)
- Sin careta (en colaboración con Enrique Luis Forte)
- Tango reo (en colaboración con Francisco Sesta)
- Un aragonés un día (en colaboración con José Alberto Adolfo Ardolino)
- Virgen de la paloma (en colaboración con José Alberto Adolfo Ardolino)